# Bobrynecký rajón
Bobrynecký rajón (ukrajinsky Бобринецький район) byl rajón v Kirovohradské oblasti na Ukrajině. Hlavním městem byl Bobrynec a rajón měl přibližně 25 tisíc obyvatel. 

## Sídla v rajónu
- Bobrynec
- Ketrysanivka
- Kryvonosove